# ALP-46
La ALP-46 è una locomotiva elettrica costruita in Germania dalla Bombardier,  tra il 2001 e il 2002,  per l'uso negli Stati Uniti. È derivata dalla BR 101 della Deutsche Bahn tedesca. La New Jersey Transit (NJT) è la sola ferrovia ad utilizzare questo modello di locomotiva. Esse si trovano lungo tutto il sistema elettrificato NJT, ma sono principalmente usate per il servizio da/per la Penn Station di New York.

## Caratteristiche
La locomotiva ALP-46 sviluppa 7100 hp (5300 kW) ed è alimentata da linea aerea. Può raggiungere una velocità massima di 200 km/h. Un trasformatore raffreddato a poliol-estere riduce la tensione della linea ed alimenta due convertitori di trazione raffreddati a poliol-estere in tecnologia GTO. Ciascun convertitore di trazione aziona i motori di un carrello.